# بیماری ویروسی
ویروس‌ها موجودات بسیار کوچکی هستند که ساختار سلولی ندارند، به همین دلیل برای تولیدمثل باید وارد سلول زنده شوند و با استفاده از مواد موجود در سلول میزبان تولیدمثل کنند. ویروس در بیرون از بدن هیچ گونه فعالیت زیستی ندارد.

## اجزای ویروس‌ها
1. پوشش لیپیدی
2. پوشش پروتئینی
3. پروتئین‌ها
4. ماده وراثتی

## ویژگی‌های ویروس‌ها
1. ویروس‌ها ساختار سلولی ندارند. پیکر هر ویروس از یک بخش اسید نوکلئیک و یک پوشش درست شده‌است. تنها اسید نوکلئیک ویروس وارد سلول می‌شود.
2. همه آن‌ها برای تولید مثل حتماً باید وارد سلول شوند
3. میزبان اختصاصی دارند، یعنی هر نوع ویروس فقط به یک نوع سلول زنده حمله می‌کند
4. ویروس‌ها به اندازه‌ای کوچک اند که با میکروسکوپ نوری نیز دیده نمی‌شوند و باید آن‌ها را با میکروسکوپ الکترونی دید.

## آلودگی ویروسی
ویروس‌ها تقریباً تمام موجودات زنده را مورد حمله قرار می‌دهند.

## دفاع بدن در برابر ویروس‌ها
هنگام حمله ویروس‌ها به بدن، سلول‌های مورد حمله ماده‌ای پروتئینی به نام اینترفرون تولید می‌کنند. پس از پاره‌شدن سلول‌ها و آزاد شدن ویروس‌ها، اینترفرون به سلول‌های سالم می‌چسبد و آن سلول‌ها را نسبت به ویروس به‌طور موقت مقاوم می‌کند.

## موارد استفاده ویروس‌ها
1. کنترل تعداد حشرات مضر از راه بیمار کردن آن‌ها توسط ویروس‌ها
2. تحقیق دربارهٔ DNA. کارهای آن در سلول
3. کنترل بیماری‌های ویروسی از راه تهیه واکسن از برخی ویروس‌ها